# Джон Ван Ностранд
Джон Ван Ностранд (англ. John Van Nostrand; 17 липня 1961 — 15 квітня 1984) — колишній американський тенісист.
Найвищу одиночну позицію світового рейтингу — 220 місце досяг 2 січня 1984, парну — 239 місце — 2 січня 1984 року.
Здобув 1 парний титул.

## Фінали Гран-прі за кар'єру

### Парний розряд: 1 (1–0)
| Результат | W-L | Дата     | Турнір                | Покриття | Партнер     | Суперники             | Рахунок  |
| --------- | --- | -------- | --------------------- | -------- | ----------- | --------------------- | -------- |
| Перемога  | 1–0 | Січ 1984 | Окленд, Нова Зеландія | Тверде   | Браян Левін | Бред Дрюетт Чіп Гупер | 7–5, 6–2 |

## Титули на челленджерах

### Парний розряд: (1)
| Ранг | Рік  | Турнір          | Покриття | Партнер       | Суперники                  | Рахунок  |
| ---- | ---- | --------------- | -------- | ------------- | -------------------------- | -------- |
| 1.   | 1984 | Перт, Австралія | Трава    | Бродерік Дайк | Пітер Картер Марк Гартнетт | 6–2, 6–3 |